# Степанюк Володимир Миколайович
Володи́мир Микола́йович Степаню́к (23 червня 1974 — 6 серпня 2014) — сержант Збройних сил України, учасник російсько-української війни.

## Життєвий шлях
Народився 1974 року в селі Токарів (Новоград-Волинський район, Житомирська область). Призваний за мобілізацією, гранатометник 8-ї роти 3-го батальйону, 30-та окрема механізована бригада. З червня перебував під Маріуполем, від 28 липня — на лінії фронту.
6 серпня 2014-го загинув під час бою на 43-му блокпосту під селом Степанівка. Разом з Юрієм загинули сержанти Іван Ломачук, Юрій Чечет, солдат Сергій Півоварчук.
Про смерть воїна родичам повідомили російські бойовики зі Сніжного. Перебував у списку зниклих. 18 грудня в Новограді-Волинському попрощалися з трьома воїнами, яких упізнали за експертизою ДНК.
Похований у рідному селі 19 грудня.
Без сина лишилися батьки і брат Володимир.

## Нагороди та вшанування
За особисту мужність і героїзм, виявлені у захисті державного суверенітету та територіальної цілісності України, вірність військовій присязі під час російсько-української війни, відзначений — нагороджений
- орденом «За мужність» III ступеня (15.5.2015, посмертно)
- його портрет розміщений на меморіалі «Стіна пам'яті полеглих за Україну» у Києві: секція 2, ряд 6, місце 21.
- 2016 року у Токареві відбувся турнір із міні-футболу, присвячений пам'яті загиблих учасників АТО з Токарева — Юрія Поліщука та Володимира Степанюка.[1]